# Marek Karpiński

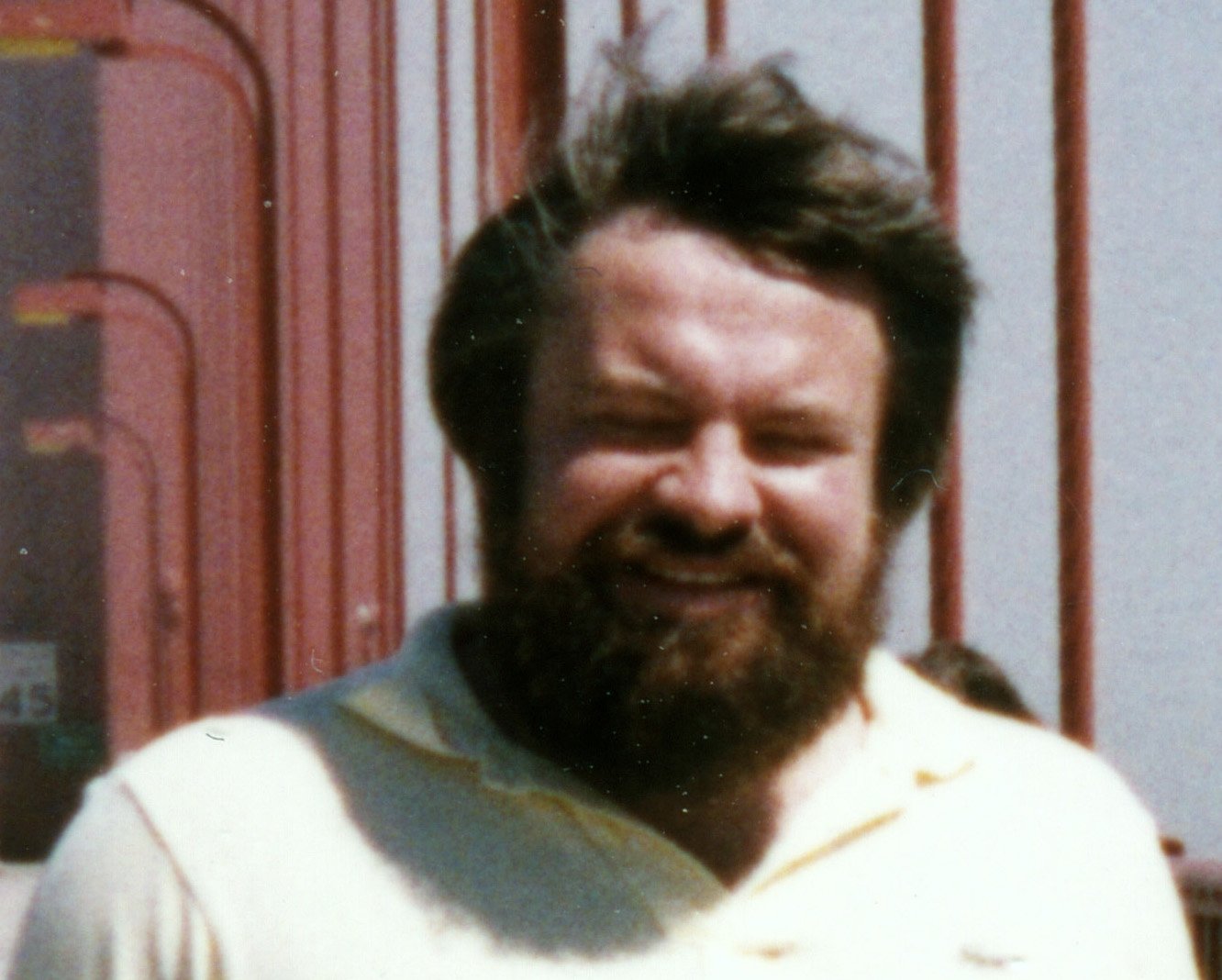
Marek Karpiński

Marek Karpiński (* 25. März 1948) ist ein polnischer Mathematiker und Informatiker. Er ist Professor für Informatik an der Universität Bonn und Gründungsmitglied des Hausdorff Center for Mathematics.
1973 wurde Karpiński am Institut für Mathematik der Polnischen Akademie der Wissenschaften promoviert. Seine Forschungsgebiete sind effiziente Algorithmen, besonders bei randomisierten und approximativen Algorithmen, in der algorithmischen molekularen Bioinformatik, bei der Theorie von parallelen und verteilten Systemen und den fundamentalen Fragen der Berechnungskomplexität und der Schaltkreistheorie. Darüber hinaus beschäftigt er sich auch mit Methoden der effizienten Approximation für geometrische und kombinatorische Optimierungsprobleme, die sich in exakten Berechnungsmodellen als besonders hartnäckig erweisen.
Er wurde mit mehreren Forschungspreisen ausgezeichnet.
1994 erhielt er mit Dima Grigoriev den Max-Planck-Forschungspreis. 2013 ist er zum Mitglied der Academia Europaea gewählt worden.

## Belege
1. 1 2  Angaben zur Person auf Seite der Uni Bonn
2. ↑  Marek Karpiński im Mathematics Genealogy Project (englisch)  abgerufen am 9. Juni 2024.
3. ↑  Forschungsüberblick auf der Homepage an der Universität Bonn. Abgerufen am 19. Januar 2021.
4. ↑  List of Members of the Academia Europea

| Personendaten    | Personendaten                            |
| ---------------- | ---------------------------------------- |
| NAME             | Karpiński, Marek                         |
| KURZBESCHREIBUNG | polnischer Mathematiker und Informatiker |
| GEBURTSDATUM     | 25. März 1948                            |